# الخوف من الله
في الإسلام، الخوف من الله هي منزلة من منازل الإيمان، وأشدّها نفعًا لقلب العبد، وهي عبادة قلبيّة مفروضة،  الخوف من الله تعالى واجب على كل أحد، ولا يبلغ أحد مأمنه من الله إلا بالخوف، وتذكر سورة آل عمران: ﴿فَلاَ تخَافُوهُم وخَافُونِ إِنْ كُنتُمْ مُؤْمِنينَ﴾.

## فضيلة منزلة الخوف من الله
للخوف من الله منزلة فضيلة في الإسلام، فقد قال ابن القيم الجوزية:
| الخوف من الله | هي من أجل منازل الطريق وأنفعها للقلب، وهي فرض على كل احد | الخوف من الله |

قال تعالى في سورة آل عمران ﴿فَلاَ تخَافُوهُم وخَافُونِ إِنْ كُنتُمْ مُؤْمِنينَ﴾، وقال تعالى في سورة البقرة: ﴿وإيِّايَ فَارْهَبُونِ﴾. ومدح الله  أهله وأثنى عليهم فقال تعالى في سورة المؤمنون: ﴿إِنَّ الَّذِينَ هُمْ مِنْ خَشْيَةِ رَبِّهِمْ مُشْفِقُونَ ۝٥٧ وَالَّذِينَ هُمْ بِآيَاتِ رَبِّهِمْ يُؤْمِنُونَ ۝٥٨﴾ [المؤمنون:57–58].
وقد قال ابن القيم الجوزية الخوف المحمود الصادق هو ما حل بين صاحبه وبين محارم الله  فإذا تجاوز ذلك خيف منه اليأس والقنوط.

## الترغيب في الخوف من الله في القرآن الكريم
وردت كلمة خوف في القرآن الكريم بتصريفها المختلفة مئة وثلاثة وعشرين مرة وهي على الترتيب التالي:
خاف ـ خافت ـ خافا ـ خفت ـ خفتكم ـ خفتم ـ أخاف ـ تخاف ـ تخافا ـ تخافن ـ تخافون ـ تخافونهم ـ تخافوهم ـ تخافى ـ تخف ـ نخاف ـ يخاف ـ يخافا ـ يخافه ـ يخافرا ـ يخافون ـ خافون ـ نخوفهم ـ يخوف ـ ويخوفونك ـ خوف ـ خوفا ـ خوفهم ـ خائفا ـ خائفين ـ خيفة ـ خيفتكم ـ خيفته ـ تخويفا ـ تخوف.
وقد قال تعالى في سورة النازعات: ﴿وَأَمَّا مَنْ خَافَ مَقَامَ رَبِّهِ وَنَهَى النَّفْسَ عَنِ الْهَوَى ۝٤٠ فَإِنَّ الْجَنَّةَ هِيَ الْمَأْوَى ۝٤١﴾ [النازعات:40–41]، وفي الآية مايدل على أن من خاف مقام ربه ونهى نفسه عن هواها، وذالك خوفًا من الله تعالى ومحبةً فيه، فإن الجنَّة مأوى له خالدًا فيها، جزاءً بما عمل في الحياة الدنيا.
وقال ابن كثير أي خاف القيام بين يدي الله عز وجل، وخاف حكم الله فيه، ونهى نفسى عن هواها، وردّها إلى طاعة مولاها (فإن الجنة هي المأوى) أي متقلبه ومصيره ورجعه إلى الجنة الفيحاء.
وقال الله  في سورة الأنعام: ﴿قُلْ إِنِّي أَخَافُ إِنْ عَصَيْتُ رَبِّي عَذَابَ يَوْمٍ عَظِيمٍ ۝١٥﴾ [الأنعام:15]
قال القرطبي : أي بعبادة غيره أن يعذبني، والخوف توقع المكره.
وقال الله : ﴿إِنَّا نَخَافُ مِنْ رَبِّنَا يَوْمًا عَبُوسًا قَمْطَرِيرًا ۝١٠﴾ [الإنسان:10]
قال ابن كثير : أي إنما نفعل هذا لعل الله يرحمنا، ويتلقانا بلطفه في اليوم العبوس القمطرير.

## أحوال الصحابة والخوف من الله
قال أبو عمران الجوني: قال أبو بكر الصديق : «لوددت أني شعرة في جنب عبد مؤمن».
وعن الحسن قال: قال أبو بكر الصديق: «ياليتني شجرة تعضد ثم تأكل».
عن عبد الله بن عامر قال: كان عمر بن الخطاب  يقول: «لو مات جدي بطفَّ الفرات لخشيت أن يحاسب الله به عمر».
وعن عبد الله بن عامر قال: رأيت عمر بن الخطاب أخد تبنة من الأرض فقال: «ليتني كنت هذه التبنة، ليتني لم أخلق، ليت أمي لم تلدني، ليتني لم أكون شيئًا، ليتني كنة نسيًا منسيًا».
عبد الله بن عباس  أنه قال لعمر  حين طُعن: «يا أمير المؤمنين أسلمت حين كفر الناس ، وجهدت مع رسول الله ﷺ  حين خدله الناس ، وتوفى الرسول الله ﷺ وهو عنك راض ، ولم يختلف عليك اثنان، وقتلت شهيدًا». فقال عمر: « المغرور من غررتموه، والله لوأن لي ما طاعت عليه الشمس لافتديت  به من هول المطلع».

## علامات الخوف من الله
- يتبين في لسانه، فيمتنع من الكذب والغيبة وكلام الفضول ويجعل لسانه مشغول بذكر الله، وتلاوة القرآن ومذاكرة العلم.
- أن يخاف في أمر قلبه، فيخرج منه العداوت والبغضاء والحسد الإخوان، ويدخل فيه النصيحة والشفقة للمسلمين.
- أن يخاف في بطنه إلا طيبًا حلالًا، ويأكل من الطعام مقدار حاجته.
- أن يخاف في أمر بصره، فلا ينظر إلى حرام، ولا إلى الدنيا بعين رغبة وإنما يكون نظره على وجه العبرة.
- أن يخاف في أمر قدميه فلا يمشي في معصية.
- أن يخاف في أمر يديه، فلا يمدن يده إلى الحرام، وإنما يمد يده إلى ما فيه طاعة الله.
- أن يكون خائفًا في أمر طاعته فيجعل طاعته خالصة لوجه الله، ويخاف الرياء والنفاق، فإذا فعل ذلك فهو من الذين قال الله فيهم: ﴿وَالْآخِرَةُ عِندَ رَبِّكَ لِلْمُتَّقِينَ﴾.

## أسباب الخوف من الله
إن أسباب الخوف من الله تعالى كثيرة من أهم هذه الأسباب مايلي:
- خوف الموت قبل التوبة.
- خوف نقض التوبة ونكث العهد.
- خوف ضعف القوة عن الوفاء بتمام حقوق الله تعالى.
- خوف زوال رقة القلب وتبدلها بالقساوة.
- خوف الميل عن الاستقامة.
- خوف استيلاء العادة في اتباع الشهوات.
- خوف أن يكله الله إلى الحسنات التي اتكل عليها وتعزز بها.
- خوف البطر بكثرة نعم الله.
- خوف الاشتغال عن الله بغير الله.
- خوف الاستدراج بكثرة النعم.
- خوف تباع الناس عنده في الغيبة و الخيانة والغش وإضمار السوء.
- خوف تعجيل العقوبة في الدنيا.
- خوف الانفضاح عند الموت.
- خوف الاغترار بزخرف الدنيا.
- خوف الختم له عند الموت بخاتمة السوء.
- الخوف من سكرات الموت وشدته.
- الخوف من سؤال منكر ونكير.
- الخوف من عذاب القبر.
- الخوف من هول المطلع.
- الخوف من هيبة الموقف بين يدي الله.
- الخوف والحياء من كشف الستر.
- الخوف من الصراط وحدته.
- الخوف من النار وأغلالها وأهوالها.
- الخوف من الحرمان من الجنة دار النعيم والملك المقيم.
- الخوف من حرمان النظر إلى وجهه العظيم.

## ثمرات الخوف من الله
قال الغزالي : (إنه ـ أي الخوف ـ يقمع الشهوات، ويكدر اللذات، فتصير المعاصي المحبوبة عنده مكروهة، كما يصير العسل مكروها عند من يشتهيه إذا علم أن فيه سُمّاً فتحترق الشهوات بالخوف، وتتأدب الجوارح، ويذل القلب ويستكن، ويفارقه الكبر و الحقد و الحسد ، ويصير مستوعب الهم لخوفه، والنظر في عاقبته، فلا يتفرغ لغيره، ولا يكون له شغل إلا المراقبة و المحاسبة ، والمجاهدة ، والظنة بالأنفس، واللحظات.